# Bonemerse
Bonemerse – miejscowość i gmina we Włoszech, w regionie Lombardia, w prowincji Cremona.
Według danych z 2004 r. gminę zamieszkiwały 1104 osoby, 220,8 os./km².